# Nationaal Park Świętokrzyski
Het Nationaal Park Świętokrzyski  (Pools: Świętokrzyski  Park Narodowy) is een nationaal park in het Woiwodschap Święty Krzyż van Polen. Het park werd opgericht in 1950 en is 76,26 vierkante kilometer groot. Het park omvat de hoogste kammen van Świętokrzyski: Łysica (612 m) en Łysa Góra ("Kale Berg") (595 m). In het park liggen ook delen van de Klonowski- en Pokrzywianskiketens. Het landschap bestaat uit laaggebergte en bossen van den, spar, beuk, eik en venijnboom (zo'n 1300 exemplaren). Er komen 210 gewervelde en meer dan 4000 ongewervelde diersoorten voor.